# برادران ماجراجو
برادران ماجراجو (به انگلیسی: The Kip Brothers)، (به فرانسوی: Les Frères Kip) یکی دیگر از رمان‌های ماجراجویانه ژول ورن، نویسنده مشهور فرانسوی است که در سال ۱۹۰۲ منتشر شده است. در این کتاب نویسنده آب‌های اقیانوس آرام و جزایر آن را بار دیگر بستر حوادث خود قرار می‌دهد و با اطلاعات جغرافیایی دقیق، خواننده را در سفری پرماجرا از شهر داندین (واقع در نیوزیلند) تا شهر هوبارت (مرکز ایالتِ تاسمانیِ استرالیا) قدم به قدم همراهی می‌کند. حوادث کتاب که در بخش‌هایی بر محور یک جنایت پیش می‌روند در آخر با استفاده از یک نکته علمی زیبا قاتلین را به دام می‌اندازد:
«هر انسانی در هنگام مردن اگر چشمانش باز باشد، آخرین صحنه‌ای را که شاهد باشد، همان صحنه در عدسی دیدگانش ثابت می‌ماند …»